# Vitalizio del parlamentare in Italia
Il vitalizio del parlamentare in Italia è un'erogazione mensile godibile, al termine del mandato parlamentare, in base al conseguimento di alcuni requisiti di anzianità di permanenza nelle funzioni elettive.
L'erogazione di un trattamento economico vitalizio, alla cessazione della carica e comunque al superamento di una soglia di età anagrafica, è un istituto che nell'ordinamento italiano è riservato ai deputati, ai senatori e ai consiglieri regionali.

## Storia
L'art. 69 della Costituzione dispone: "I membri del Parlamento ricevono un'indennità stabilita dalla Legge". La legge che attualmente regolamenta tali indennità è la 1261/1965. La disciplina interna alle Camere ha arricchito in autodichìa tali indennità, sia integrando i requisiti di legge sia aggiungendovi una più vasta serie di competenze, che sono destinate ai parlamentari cessati dalla carica. Al contrario, per i consiglieri regionali la disciplina degli assegni vitalizi è regolamentata da apposite leggi regionali.
A partire dalle modifiche dei regolamenti nel 1997, il requisito minimo per acquisire il diritto all'assegno vitalizio è stato portato a 2 anni, 6 mesi e un giorno di mandato effettivamente prestato, con obbligo di riscattare e versare i contributi mancanti per raggiungere i 5 anni. Sino a tale data, per maturare il diritto, era sufficiente restare in carica anche per un solo giorno in Parlamento, salvo riscattare il periodo rimanente pagando i contributi che si sarebbero versati fino al mandato pieno, ovvero 5 anni. Inoltre, in caso di elezione per quattro legislature, a prescindere dall'età si percepiva immediatamente l'assegno vitalizio. L'assegno massimo erogabile dal 1997 era pari all'80% dell'indennità in relazione agli anni di mandato.
Dal 2007, con un nuovo regolamento, il periodo minimo di mandato per maturare il diritto all'assegno è stato portato a 4 anni, 6 mesi e 1 giorno. 
Fino alla riforma del 2012 il calcolo dell'ammontare degli assegni vitalizi veniva effettuato sulla base dell'indennità parlamentare allora in essere rapportata al numero di anni effettivamente prestati o riscattati, con un metodo che si può considerare analogo a quello per il calcolo delle pensioni. Inoltre, il diritto all'erogazione dell'assegno è stato posticipato al compimento dei 65 anni di età. Per ogni anno di mandato ulteriore, l'età richiesta per il conseguimento del diritto è diminuita di un anno, con il limite all'età di 60 anni.
Una peculiarità dei vitalizi era la possibilità che fossero accordati previo riscatto del periodo mancante alla durata piena della legislatura (5 anni): si tratta di una possibilità che valeva sia per coloro che avessero iniziato la legislatura e non avessero completato il quinquennio per la fine anticipata della legislatura, sia per il parlamentare subentrante in corso di legislatura. In ambedue i casi era consentito di riscattare il periodo non svolto, mediante appositi versamenti a valere sulle proprie competenze future.
In tal modo "una legislatura non si trascinava inutilmente, una volta che le condizioni politiche fossero cessate": non si frapponevano ostacoli, di interesse personale dei parlamentari, alla "possibilità di manovra delle dirigenze dei partiti nella forma di governo parlamentare (che sconta la possibilità delle crisi di governo e delle elezioni anticipate)". L'interesse privato degli eletti, alla prosecuzione della legislatura, "nel vecchio regime non esisteva o almeno non influenzava le iniziative politiche volte allo scioglimento anticipato delle Camere".
La conseguenza perversa di quel sistema erano i casi in cui il vitalizio era stato erogato a chi avesse fatto solo pochi giorni in Parlamento, casi denunciati con la pubblicazione del libro La Casta: furono oggetto di critica sia le Presidenze che si erano trovate a convocare le Camere per disporre il subentro (ad un deceduto a Camere sciolte o, in un caso, addirittura ad elezioni già avvenute), sia i partiti che seguivano la regola interna delle dimissioni dei loro parlamentari "a rotazione" in corso di mandato. Con una prima decisione di restringimento della facoltà di riscatto, le presidenze di Marini e Bertinotti avevano eliminato la possibilità del riscatto per chi non avesse compiuto almeno due anni e sei mesi di legislatura.
Successivamente, con l'introduzione del sistema contributivo ad opera delle presidenze Schifani e Fini, la possibilità di riscattare i periodi mancanti al compimento della piena legislatura è stata rimossa del tutto, fatta salva la facoltà di ricongiungimento dei periodi in caso di rielezione.
La compressione o eliminazione della facoltà di riscatto avrebbe comportato, in alcune scadenze politiche importanti, la nascita di un vero e proprio "partito del vitalizio", una "forza trasversale e silenziosa, che pesa sulle intenzioni dei leader, anche se agisce in maniera silenziosa".
A partire dalla sentenza della Corte Costituzionale n. 289/1994 è stato chiarito come il trattamento dell'assegno vitalizio non possa essere equiparato a quello delle pensioni del pubblico impiego. Al contrario, sull'equiparazione di questo tipo di rendita con un trattamento previdenziale sono state avanzate riserve, stante anche l'atteggiamento non chiaro assunto dalla Corte di Cassazione in varie sentenze ed ordinanze, tanto più che, per quanto concerne il vitalizio spettante ai consiglieri regionali, il giudice del lavoro si va dichiarando incompetente a conoscere del relativo contenzioso. Per gli ex Parlamentari la competenza è delle commissioni giudicanti interne.

### Il nuovo regime per i nuovi parlamentari
Il problema ha assunto dimensioni diverse dopo l'intervento normativo avvenuto nel 2012 a firme Fini e Schifani: 
- per i vitalizi, a decorrere dai contributi versati a partire dal 1º gennaio 2012, si è introdotto il metodo di calcolo contributivo. In questa occasione il Regolamento per gli assegni vitalizi delle due Camere è stato abrogato ex nunc e, per i parlamentari in carica alla data del 1º gennaio 2012, si è applicato un sistema pro rata: la loro pensione risulta dalla somma della quota di assegno vitalizio definitivamente maturato, al 31 dicembre 2011, e della quota di pensione vitalizia riferita agli anni di mandato parlamentare esercitato dal 2012 in poi.
- per i parlamentari in carica nel 2012, il diritto al trattamento pensionistico, da quell'anno, si matura al conseguimento di un duplice requisito, anagrafico e contributivo: l'ex parlamentare ha infatti diritto a ricevere la pensione a condizione di avere svolto il mandato parlamentare per almeno 5 anni[23] e di aver compiuto 65 anni di età. Per ogni anno di mandato oltre il quinto, il requisito anagrafico è diminuito di un anno sino al minimo inderogabile di 60 anni;
- per gli eletti per la prima volta nel 2013, il trattamento previdenziale viene esclusivamente inquadrato nella figura giuridica della pensione del parlamentare, tanto è vero che è regolato da appositi Regolamenti delle pensioni dei senatori e dei deputati, approvati dai rispettivi uffici di Presidenza il 31 gennaio 2012[24].
- L'adeguamento alla disciplina generale, per gli eletti dopo il 2012, è stato rivendicato sia dalla Presidente della Camera[25] sia dal Presidente del consiglio pro tempore[26], ma è stata contestata da altri[27] fondandosi su altre specificità della relativa gestione previdenziale autonoma[28]. In realtà né il Governo né la Presidenza del Consiglio hanno alcun potere di intervento sulle decisioni prese in autodichia dai Consigli di Presidenza di Camera e Senato. Pertanto ogni decisione nel merito degli assegni vitalizi è potestà assoluta del Parlamento.

Ambedue gli emolumenti (vitalizi pre-2012 e pensioni vitalizie post-2012), comunque, sono assoggettati, limitatamente alla Camera dei Deputati, ad un contributo di solidarietà. Esso è venuto meno nel 2018

### I tagli per i trattamenti in essere
L'ipotesi di un taglio degli emolumenti erogati agli ex parlamentari è stata evocata sia nella fase di preparazione della legge di stabilità per il 2016, sia successivamente: l'ha giudicata possibile sia il presidente dell'INPS Tito Boeri, sia il disegno di legge sul ricalcolo secondo il metodo contributivo proposto dal deputato Richetti, licenziato per l'Assemblea dalla competente Commissione della Camera dei deputati. 
Dopo l'approvazione a luglio 2017 da parte dell'Assemblea della Camera dei deputati, la proposta di legge "Richetti" (n. 3225: "Disposizioni in materia di abolizione dei vitalizi e nuova disciplina dei trattamenti pensionistici dei membri del Parlamento e dei consiglieri regionali") sulla riduzione dei vitalizi degli ex parlamentari non giunse mai al via libera definitivo.
L'evoluzione della politica di tagli è culminata nell'approvazione, il 12 luglio 2018, della delibera 14/2018 della Camera che ha disposto la “Rideterminazione della misura degli assegni vitalizi”. Successivamente, l’altro ramo del Parlamento ha adottato l'analoga delibera del 16 ottobre 2018, approvata dal Consiglio di Presidenza del Senato in ordine alla rideterminazione degli importi degli assegni vitalizi relativi al mandato svolto sino al 31 dicembre 2011.
Si tratta di un testo entrato in vigore il 1º gennaio 2019 e che procede ad una rideterminazione secondo il metodo di calcolo contributivo puro della misura degli assegni vitalizi, delle quote di assegno vitalizio dei trattamenti previdenziali pro rata e dei trattamenti di reversibilità maturati sulla base della normativa vigente alla data del 31 dicembre 2011: esso si è valso, nella sua elaborazione, del fatto che fosse stata "richiesta al presidente dell’INPS la disponibilità a fornire un supporto di carattere tecnico-metodologico con specifico riferimento alla determinazione dei coefficienti di trasformazione del monte contributivo maturato dai percettori delle prestazioni previdenziali, attraverso l’elaborazione di un’apposita serie di coefficienti - attualmente non previsti dall’ordinamento vigente - per gli anni anteriori al 1996 e per le età precedenti i 57 anni e superiori a 70 anni".
Nel giugno 2020, la Commissione contenziosa del Senato, organismo chiamato ad esaminare i ricorsi presentati dagli ex senatori, ha annullato il taglio dei vitalizi, abrogando le disposizioni della deliberazione del Consiglio di presidenza del Senato della Repubblica numero 6 del 16 ottobre 2018.
Successivamente, sia le commissioni giudicanti della Camera che del Senato, con sentenze parziali passate in giudicato hanno dichiarato illegittimi i coefficienti di calcolo utilizzati in prima istanza e hanno obbligato pertanto gli uffici ad un ricalcolo di tutti i trattamenti con i coefficienti in essere alla data del 1º gennaio 2019 (data di entrata in vigore della nuova norma) e alla restituzione degli importi illegittimamente ed erroneamente trattenuti.

## Il dibattito sulla natura
Il quantum di natura previdenziale, nel vitalizio, inciderebbe sulla soluzione del problema del se e come sia possibile comprimerne l'ammontare. In realtà ambedue le configurazioni conducono alla risposta affermativa, visto che, come tutte le prestazioni degli enti pubblici, esse sono soggette a norme di diritto pubblico. Il modo in cui però queste norme si relazionano con il diritto privato (con l'assunzione tra le parti di obblighi contrattuali) muta, a seconda delle due configurazioni, e quindi si addiviene alla compressione con percorsi diversi.

### Come beneficio
Si è sostenuto che l'attribuzione del vitalizio è frutto di una concessione dell'organo costituzionale, a fronte della quale il destinatario si pone:
- secondo una prima posizione, come mero percettore di un'elargizione, che, in quanto tale, sarebbe liberamente revocabile (o assoggettabile a nuove condizioni, come ad esempio la mancanza di condanne penali in capo al beneficiario)[46]. In tale direzione andava[47] la decisione assunta a maggioranza[48] dagli Uffici di Presidenza delle Camere nella decisione del maggio 2015 di revoca dei vitalizi per i condannati[49]. Successivamente, però, la deputata Giorgia Meloni ha stigmatizzato il suo abbandono e, soprattutto, il fatto di operare con uno strumento contraddittorio con la concezione dell'aspettativa di fatto non tutelata[50];
- secondo una seconda posizione, come il titolare di un diritto, sebbene non di tipo previdenziale[51]. Anche se costruito sotto forma di contratto civilistico con un ente pubblico - accettato con l'iscrizione obbligatoria al fondo ovvero al momento della prima trattenuta sull'indennità - il vitalizio seguirebbe quindi le vicende del rapporto consensuale di diritto privato[52][53], a meno che non subentri una norma imperativa di legge: pertanto si dovrebbe fare ricorso alla legge, ai sensi dell'articolo 23 della Costituzione, per ogni misura che comprima diritti[54] nascenti da quel contratto; essa dovrebbe anche rispettare un principio di ragionevolezza[55][56], per evitare la violazione di legittime aspettative maturate al momento dell'erogazione[57].

Le ordinanze delle Sezioni unite della Corte di cassazione 5 maggio-8 luglio 2019 nn. 18265 e 18266 hanno dichiarato che la corresponsione del cosiddetto vitalizio rappresenta «la proiezione economica dell’indennità parlamentare per la parentesi di vita successiva allo svolgimento del mandato». Ne consegue una medesimezza di ratio rispetto all’indennità parlamentare, che a sua volta è una delle garanzie dell’effettività della libertà di scelta dei rappresentanti (art. 48 Cost.), dell’accesso alle cariche elettive in condizioni di eguaglianza (art. 51 Cost.) e del libero esercizio delle funzioni del parlamentare senza vincolo di mandato. L'esistenza di un «collegamento tra indennità parlamentare e assegno vitalizio» rende pertanto censurabile «l'assenza di un riconoscimento economico per il periodo successivo alla cessazione del mandato parlamentare»; poiché «l'assenza» di un vitalizio è altro dalla «compressione» del vitalizio - che è quanto avvenuto nel 2018 - gli organi di autodichia (che l'ordinanza dichiara unici competenti a decidere sui relativi ricorsi degli ex parlamentari) potrebbero "esprimersi con decisioni diverse, rispetto a chi si trovi senza quasi reddito e a chi invece patisca un ridimensionamento modesto del proprio vitalizio".

### Come pensione
Se si accede alla sua configurazione "previdenziale" il carattere distintivo del vitalizio, rispetto alle altre pensioni a carico dello Stato, è che arriva a restituire da 5 volte fino a 7 volte i contributi previdenziali ad esso correlati, ossia versati dal beneficiario o dall'ente statale; la media nel 2016, secondo Tito Boeri, sarebbe di 2 volte il versato, ma l'evoluzione nel corso dell'intera storia repubblicana non è stata uniforme.
Un tale istituto previdenziale andrebbe fatto quindi rientrare nel primo pilastro della previdenza: gli squilibri finanziari dei fondi, che gestiscono tali erogazioni, sono integrati per la quasi totalità attingendo al bilancio dell'organo costituzionale che eroga tali prestazioni.
Il passaggio - per i trattamenti in essere - al regime contributivo non sempre si risolverebbe in un taglio. Adoperando il criterio di calcolo della proposta di legge del deputato Richetti nella XVII legislatura, vi sarebbero stati "117 ex-deputati e senatori con lunghe carriere contributive per i quali il ricalcolo potrebbe comportare un incremento del vitalizio".
Ma anche con il criterio di calcolo dei contributi proposto dal presidente Fico nella XVIII legislatura, sarebbero stati "67 gli ex parlamentari che (...) avrebbero visto il proprio vitalizio aumentare"; "il 5% dei circa 1.400 ex deputati (o superstiti di ex deputati, titolari di assegno di reversibilità) non è stato penalizzato dalla riforma voluta dal presidente della camera Fico".
In realtà, in ambedue i casi le proposte di modifica del regime dei vitalizi contemplavano una "clausola di salvaguardia", per la quale il nuovo regime non sarebbe scattato solo per costoro: ad essi si continuerà ad applicare la precedente disciplina.
Anche così, la volontà di non modificare le situazioni passate deriverebbe da precise scelte politiche, e non da norme costituzionali o di altro livello: a tutela di eventuali diritti acquisiti non esistono tali salvaguardie, né in campo previdenziale, né tanto meno nelle prestazioni similari. Ciò è in linea con quanto previsto nella teoria costituzionale nel diritto della previdenza sociale, secondo cui le prestazioni previdenziali sono un servizio pubblico e lo Stato può rivedere in ogni momento i livelli dei servizi che intende fornire al cittadino, così come, per esigenze di bilancio si possono ridurre ad esempio, le prestazioni sanitarie, la scuola, l'università, la sicurezza o bloccare gli aumenti degli stipendi ai dipendenti pubblici. Non restano quindi ambiti esenti dall'operatività del principio di comprimibilità per legge dei trattamenti previdenziali, nel rispetto dei principi costituzionali.
La Corte di cassazione a sezioni unite ha definitivamente sbaragliato la tesi della natura di pensione del vitalizio, affermando che "va esclusa la natura pensionistica dell’assegno in questione, avendo esso una diversità di finalità e di regime rispetto alle pensioni", sia pur in presenza di caratteristiche della prestazione lato sensu previdenziali. Lo stesso soggetto politico nel cui programma si chiedeva "l'eliminazione di ogni privilegio particolare per i parlamentari, tra questi il diritto alla pensione dopo due anni e mezzo" ha successivamente riconosciuto che "la giurisprudenza prevalente ha raggiunto una assestata conclusione in ordine alla «natura non previdenziale» degli emolumenti erogati agli ex componenti di assemblee elettive (Corte conti sez. Lombardia 24 giugno 2015, n. 117)".

## Il regime di cumulo
Trattandosi di gestioni separate (ad eccezione di quella delle due Camere, che per un'intesa reciproca pone in capo all'ultima l'onere dell'erogazione del complesso del vitalizio di tutti i periodi trascorsi da parlamentare), nel caso in cui il beneficiario abbia svolto l'attività politica presso più organi costituzionali, ha il diritto a percepire altrettanti vitalizi.
Perciò, nel caso di mandato di parlamentare che sia stato nella vita anche al Parlamento Europeo e in un consiglio regionale, si possono cumulare anche tre vitalizi.. Ad essi si aggiunge, ovviamente, il rapporto previdenziale di cui si è eventualmente titolare in ragione del proprio rapporto di lavoro, pubblico o privato..
Alla fine della XV legislatura in Parlamento fu introdotto un regime di sospensione del vitalizio per gli ex parlamentari titolari di altre cariche pubbliche con diritto al vitalizio (ad esempio quella di componente del Consiglio Superiore della Magistratura). I regolamenti delle pensioni dei senatori e dei deputati, approvati nel 2012, hanno ulteriormente precisato che la sospensione del pagamento della pensione opera qualora l'ex senatore o ex deputato sia rieletto al Parlamento nazionale ovvero sia eletto al Parlamento europeo o ad un Consiglio regionale. Tale sospensione si applica altresì a tutti gli incarichi incompatibili con lo status di parlamentare - inclusi gli incarichi di governo, in altri organi costituzionali, nelle giunte regionali nonché le cariche elettive negli enti territoriali incompatibili con il mandato parlamentare - purché comportino un'indennità pari almeno al 50% dell'indennità parlamentare lorda.
Nel 2015 in Toscana è stata per la prima volta proposta una legge regionale di revoca del vitalizio per chi versa in regime di cumulo. Il cumulo è invece ancora possibile in Calabria, per i titolari di vitalizi regionali maturati prima della sua abrogazione.

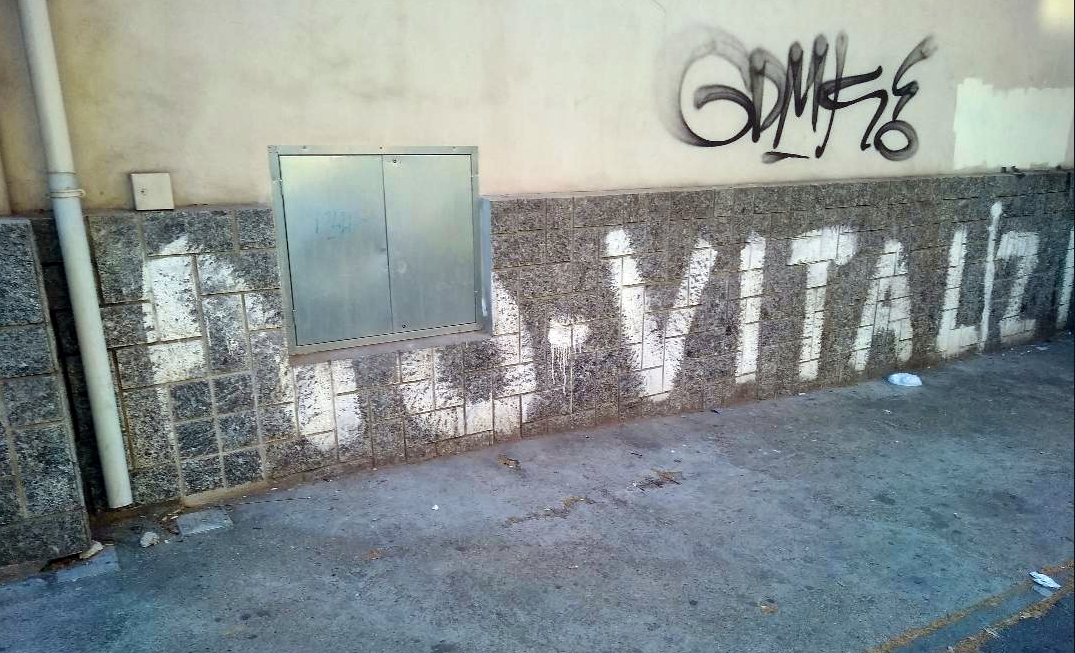
NO - VITALIZI graffito a Torino

## Contestazioni e tentativi di rinuncia
Al tempo dell'adozione della prima delibera istitutiva dei vitalizi, due membri della Camera espressero il loro dissenso sotto forma di dimissioni dalla carica. Il deputato Giuseppe Veronesi lo fece con una lettera di cui fu data pubblica lettura in Assemblea a Montecitorio, ma le dimissioni furono respinte dalla Camera dei deputati.
Anche il deputato Enrico Endrich, eletto una prima volta nelle liste del Movimento Sociale Italiano nel 1953, si dimise nel 1955 per analoga protesta, ma nel suo caso le dimissioni furono accolte. Fu eletto nuovamente alle elezioni politiche del 1972 al Senato e "ci rimase dal 1972 al 1976. La legislatura fu completa e dunque il vitalizio, alla fine, se lo guadagnò. E questa volta, senza rinunciare all'assegno e senza dimissioni". Ciononostante, pur avendo maturato il diritto al vitalizio, rinunciò a riscuoterlo e dopo la sua morte analogo atteggiamento mantenne la moglie rifiutando la reversibilità.
Contro l'irrinunciabilità del vitalizio si è espresso Gerry Scotti, deputato del PSI dal 1987 al 1992. Nel 2014 ha inviato una richiesta all'allora premier Matteo Renzi per rinunciare, al compimento dei 65 anni di età, ad una rendita vitalizia di circa 1400 euro mensili. Non essendoci una procedura che possa consentire di rinunciare al vitalizio, Renzi ha dichiarato di volersi impegnare a rendere rinunciabile il vitalizio. Scotti ha inoltre aggiunto che, se non gli sarà possibile esercitare questa sua scelta, quando inizierà a percepire il vitalizio lo devolverà interamente alle famiglie che hanno perso un congiunto sul posto di lavoro. Scotti ha poi inviato la richiesta di rinuncia ad altri tre premier, ma nessuno l'ha accolta.

## Il contenzioso sulla riduzione

### Ricorsi di ex consiglieri regionali
A partire dalle decisioni assunte da taluni Consigli regionali (2010-2012) per i nuovi eletti, il Governo Monti ha con decreto-legge prescritto alcune misure di riduzione per tutti i titolari, anche quelli di trattamenti in essere.
In conseguenza di ciò, sono state avanzati ricorsi giurisdizionali di titolari di vitalizio in varie Regioni.
Dopo un'apposita deliberazione della conferenza dei presidenti di consiglio regionale, la norma Monti ha ricevuto attuazione con leggi regionali pressoché ovunque, nelle venti regioni.
Tra gli altri, il Consiglio Regionale del Trentino-Alto Adige ha deliberato la riduzione dei vitalizi dei consiglieri regionali.
La concomitante decisione dei consigli regionali, che hanno inciso sul quantum dei vitalizi dei loro ex componenti, ha dato occasione di parimenti definire di "natura non previdenziale" i vitalizi dei consiglieri regionali: lo ha statuito Corte conti sez. Lombardia 24 giugno 2015, n. 117, che ha perciò rinviato i relativi ricorsi al giudice ordinario.
Altra reazione dei soggetti incisi è stata quella di avanzare - secondo una possibilità espressamente contemplata in varie leggi regionali - richieste di restituzione delle somme accantonate, ad esempio da parte degli eletti ancora non titolari o di quelli che per un qualche motivo diverso dalla pena interdittiva non ricevono più il vitalizio.

### Ricorsi di ex parlamentari
Dopo alcune decisioni autonomamente assunte dalle Camere (XV legislatura), le decisioni che hanno inciso sulla corresponsione dei vitalizi per i trattamenti in essere sono state oggetto di contenzioso, saltuariamente attivato da questo o dal quel singolo ex parlamentare interessato, vincolato a ricorrere al giudice domestico dell'autodichia: per parte della dottrina giuridica tale vincolo comporterebbe l'assenza di una sede giurisdizionale, dotata di terzietà, cui ricorrere per lamentare illegittimità nella trattazione del rapporto o nella gestione/erogazione dell'emolumento, il che ha prodotto la reazione ironica della pubblicistica.
Contro la generalizzata riduzione operata dalla delibera del 2018, assunta dagli uffici di Presidenza delle due Camere, vi è stata invece un assai più ampio ricorso all'impugnazione, pressoché tutti dinanzi agli organi di autodichia.
"Stando ai numeri diffusi da Falomi, sono “2.154 gli ex parlamentari che hanno impugnato le delibere degli uffici di presidenza”. Tra i patrocinatori, l'avvocato Maurizio Paniz si sta occupando dei ricorsi contro la delibera n. 14/2018 dell'Ufficio di presidenza del 12 luglio 2018 sul taglio, raccogliendo oltre 400 ricorsi di ex deputati, nonché di ex senatori e loro familiari incisi dal taglio della reversibilità. Uno degli altri difensori, l'avvocato Felice Besostri, ha annunciato che «per 88 di loro è stata fatta richiesta di sospensiva, che vuol dire che si chiede di sospendere il provvedimento limitatamente a chi lo richiede»: la cosa è effettivamente avvenuta quando gli organi di autodichia della Camera hanno imposto all'Amministrazione di applicare la clausola di concessione del "superminimo" (pure prevista dalla delibera n. 14/2018, a richiesta dei vitaliziati che dimostrassero acclarate situazioni di malattia e indigenza) ad alcuni limitati casi, sottoposti loro con le richieste di sospensiva.
Nel febbraio 2020 il presidente dell'Associazione ex parlamentari ha annunciato che, dei ricorrenti, “74 nel frattempo sono deceduti”.
A giugno dello stesso anno la Commissione contenziosa del Senato ha annullato il taglio dei vitalizi, accogliendo dunque parzialmente i ricorsi presentati.
Il 30 ottobre 2020 il Consiglio di Garanzia del Senato in secondo grado ha sospeso il ripristino dei vitalizi degli ex senatori che era stato deciso in primo grado.